# Гай Фульвий Курв
Гай Фульвий Курв (лат. Gaius Fulvius Curvus; IV—III века до н. э.) — римский политический деятель из плебейского рода Фульвиев, плебейский эдил 296 года до н. э. Вместе со своим коллегой Луцием Элием Петом он устроил игры и посвятил в храм Цереры золотые чаши на деньги, полученные в качестве штрафов со скотовладельцев.